# Exocentrus basirufus
Exocentrus basirufus là một loài bọ cánh cứng trong họ Cerambycidae.